# باغودة تابيونغري
باغودة الطبقات السبع في تابيونغري (بالكورية: 충주 탑평리 칠층석탑) هي باغودة ارتفاعها 14.5 متر تقريباً وتقع على ضفاف نهر الهان الجنوبي في مقاطعة تشنغتشونغ الشمالية في كوريا الجنوبية. الباغودة هي الكنز الوطني لكوريا الجنوبية رقم 6.

## التاريخ
يُعتقد أن الباغودة بنيت في عهد الملك وونسونغ ملك سلالة شلا، وتُميز بطابع وجد أثناء فترة شلا الموحدة. يُعتقد أيضاً أن العديد من المعابد كانت تقع حوله. عُثر على آثار للباغودة في سنة 1917 ومنها مرآة من عهد سلالة غوريو. تقول الأسطورة أن هذه الباغودة تقع في منتصف الدولة حيث إذا أراد رجل من مملكة شلا مقابلة رجل من ممكلة بالهاي وكانت سرعتهم متساوية فإنهم سيتقابلون في هذا الموقع.

## معرض الصور

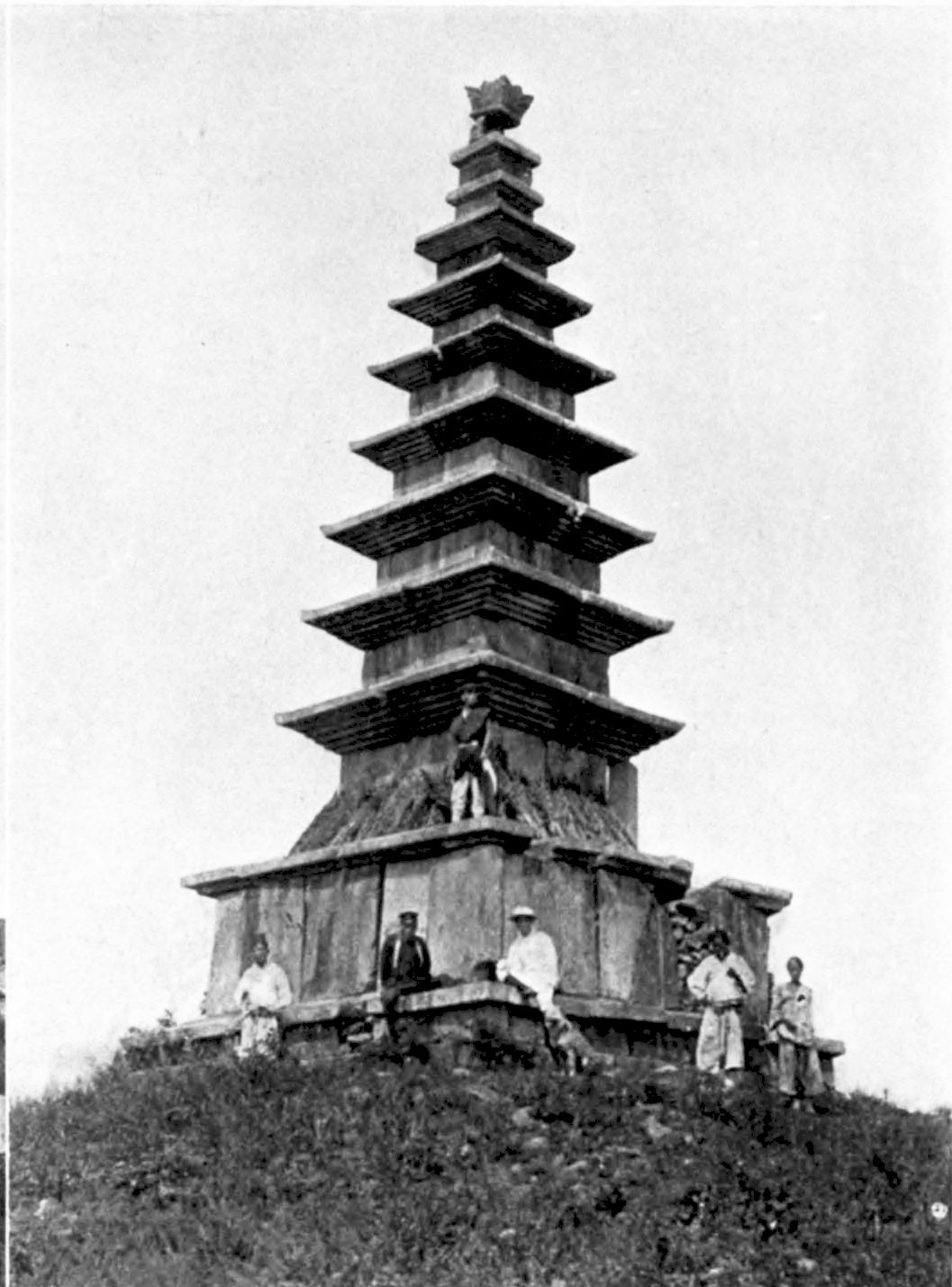
الباغودة في 1900 تقريباً.